# 七宝
七宝（しっぽう）とは、主に金属の素地にガラス質の釉を焼きつけて装飾する技法、および、その製品。古今東西世界各地で類例が見られる。日本における名称の由来は、仏教用語の「七宝（しちほう）」あるいは「七宝瑠璃」まで遡り、時代や地域によって「七宝流し」、「びいどろざ」、「七宝象嵌」など変遷してきた。

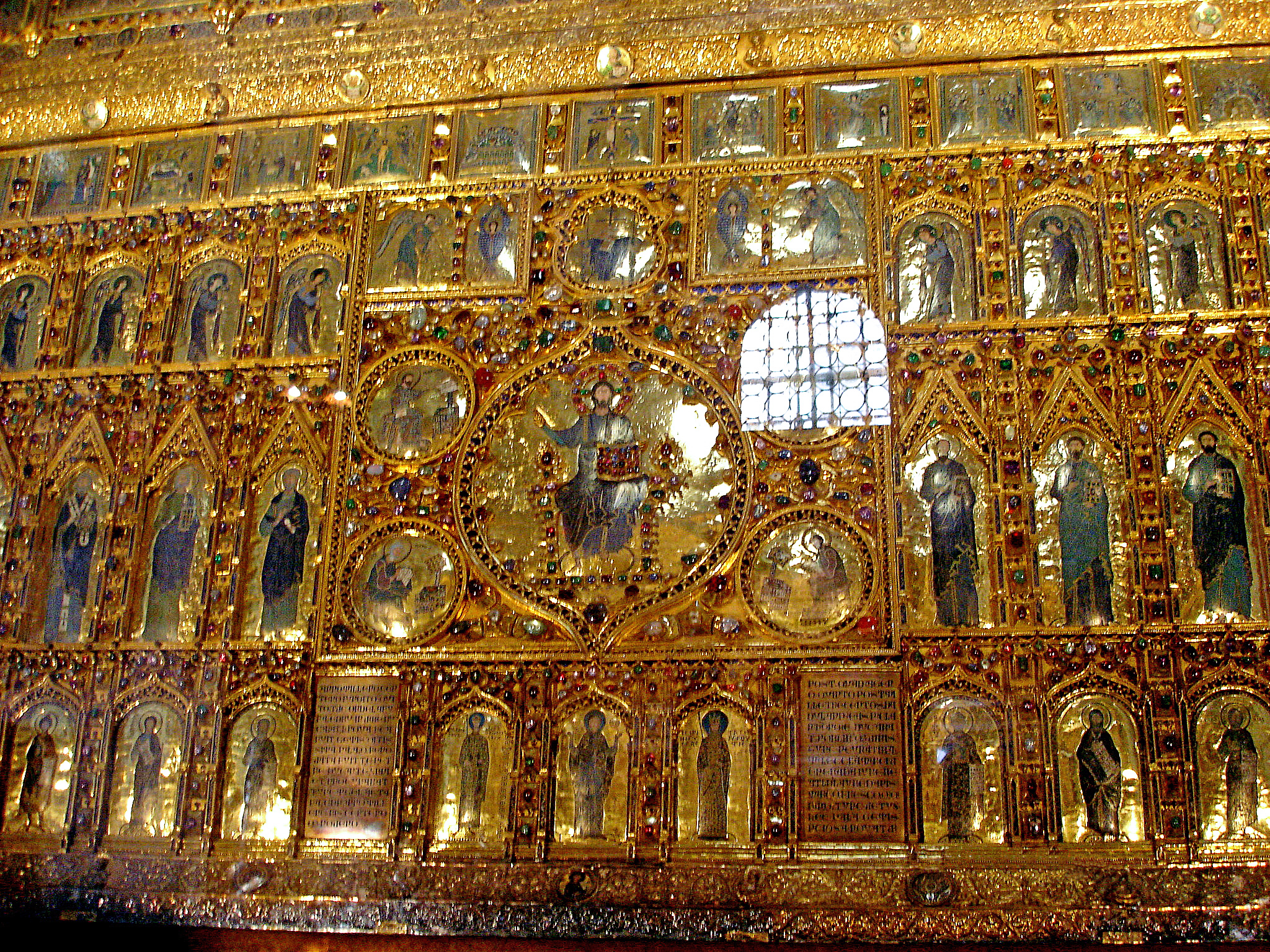
サン・マルコ寺院の背障パラ・ドーロ（Pala d’Oro, 1102年）

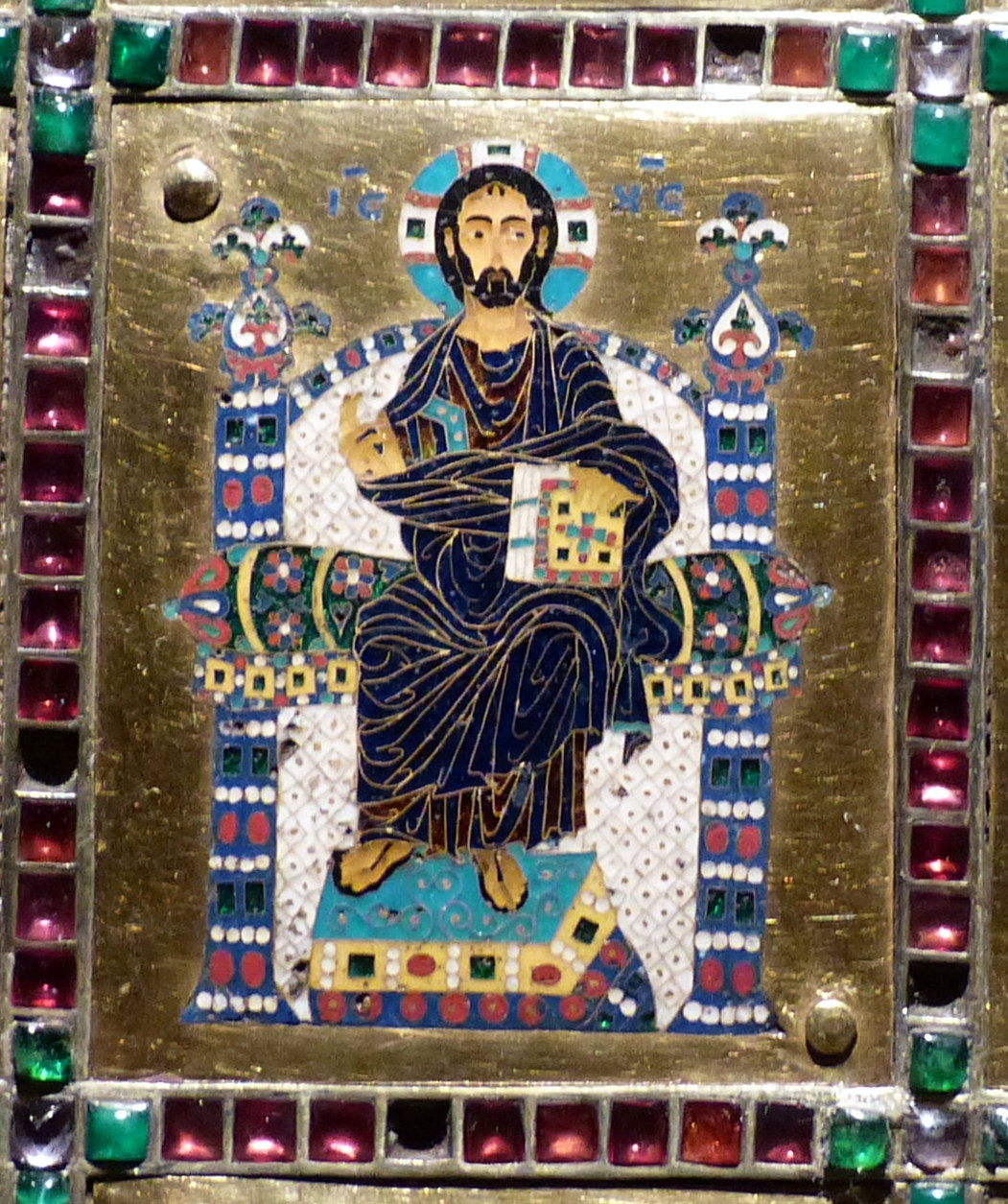
リンブルクの聖遺物(960年頃, コンスタンティノープル)

英語圏では "enamel（エナメル）" と呼称され、有線七宝については「区切りをつける」という意味のフランス語由来の "cloisonné（クロワゾネ）" が用いられている。中国語では七宝の意味で琺瑯（拼音: fàláng; 日本語音写例：ファーラァン）というが、日本国内では同様の漢字を用いて主に鉄に釉薬を施したもののことを琺瑯（ホウロウ、ホーロー）と呼ぶ。英語圏では、樹脂由来のエナメルと区別するため、"hot enamel" と区別されて呼ばれていることがある。補足として、樹脂由来のエナメルは "cold enamel" と呼ばれている。これら以外にも世界各地に様々な類例があり、それぞれの地域における名称（内名）で呼ばれている。
紀元前の古代エジプトが起源とされ、中近東で技法が確立し、シルクロードを通って中国に伝わり、さらに日本にも伝わったというのが通説であるが、その道は一本道ではなく多様な経路で広まったと考えられている。
（素材や世界各地の技法の違いについては、「七宝 (技法)」を参照）

## 西欧・中近東の七宝

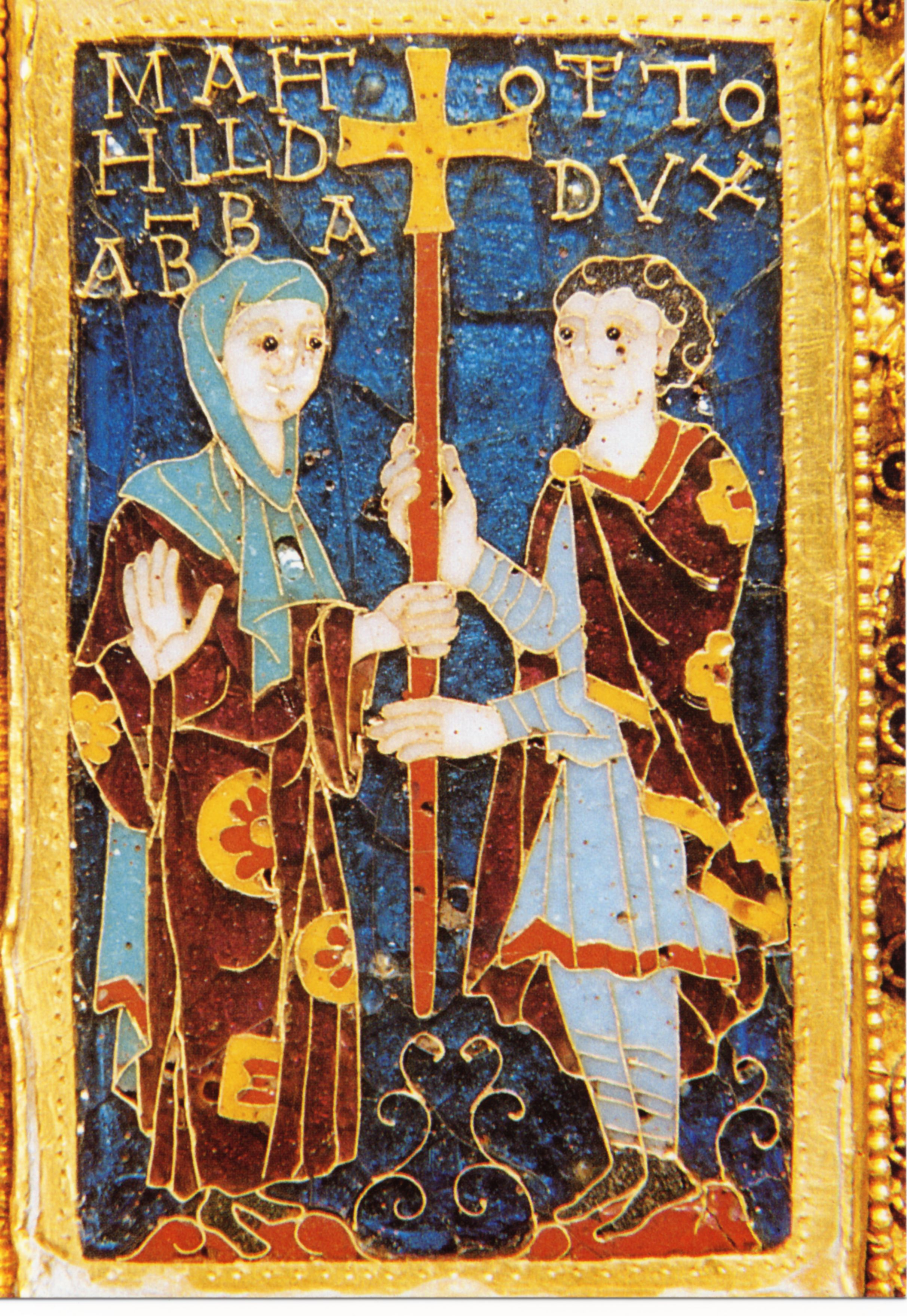
10世紀の黄金のプラーク「オットーとマチルデの十字架」

### 西欧
西洋の七宝は紀元前から存在することが知られており、シャンルヴェの技法はケルト人の遺品に見られる。七宝釉と似た人工ガラスはB.C.1700 - 1800頃の古代メソポタミアやB.C.1500年頃の古代エジプト王朝の頃から作られており、帝政ローマ時代のローマン・グラス、サーサーン朝ペルシャのカットグラス、ビザンティン・グラス、イスラーム・グラス、そして、ベネチアン・グラス、ボヘミアン・グラスなどと発展している。七宝も、その流れに沿って発展したと考えられ、東ローマ帝国で洗練されたクロワゾネの技法が登場し、ヴェネツィアのサン・マルコ寺院の祭壇の後ろに飾られた金色の背障「パラ・ドーロ（Pala d’Oro）」や、皇帝ロマノス1世レカペノスの庶子で事実上の宰相の立場も務めた宦官・バシレイオス・ノソスが造らせた『リンブルクの聖遺物容器』（968年）は、ビザンティン美術の最も純化熟達した作品の一つとして世界的に認められている。
12世紀から15世紀ごろまでにはフランスのリモージュやパリ、ドイツのケルン、スイスのジュネーブなどでロンドボス、バスタイユ、グリザイユ、細密描画といった様々な技法が見られるようになった。また、最高品質のシャンルヴェ製品がモサン地方で生産された。
近代には、アール・ヌーヴォー様式の金細工師・宝飾デザイナーとして活躍したルネ・ラリック（1860年 - 1945年）のプリカジュールのような、多様なデザインのアクセサリーが制作された。

### スペイン

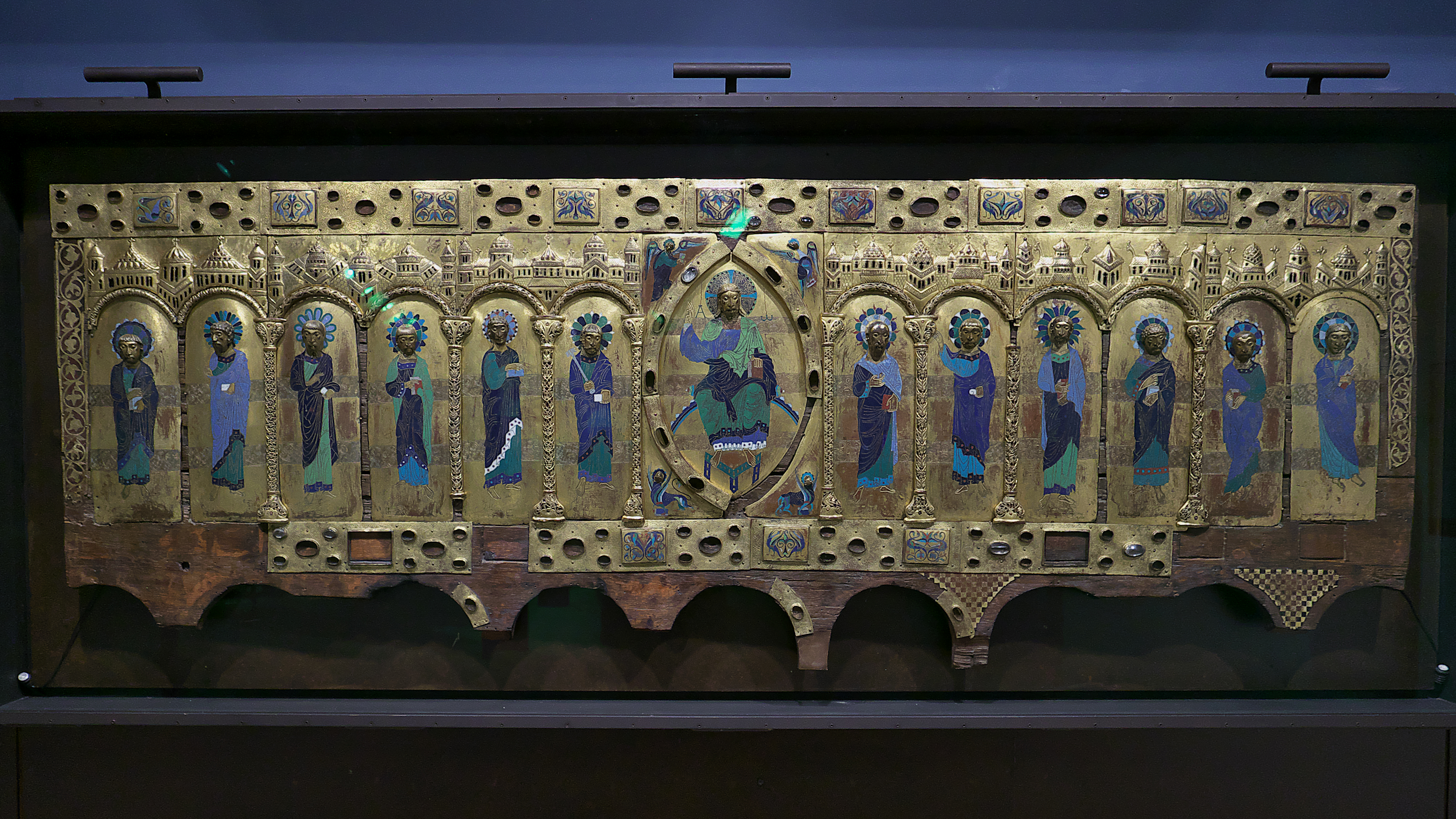
サント・ドミンゴ・デ・シロスの骨壺(1160-1170:ブルゴス博物館)

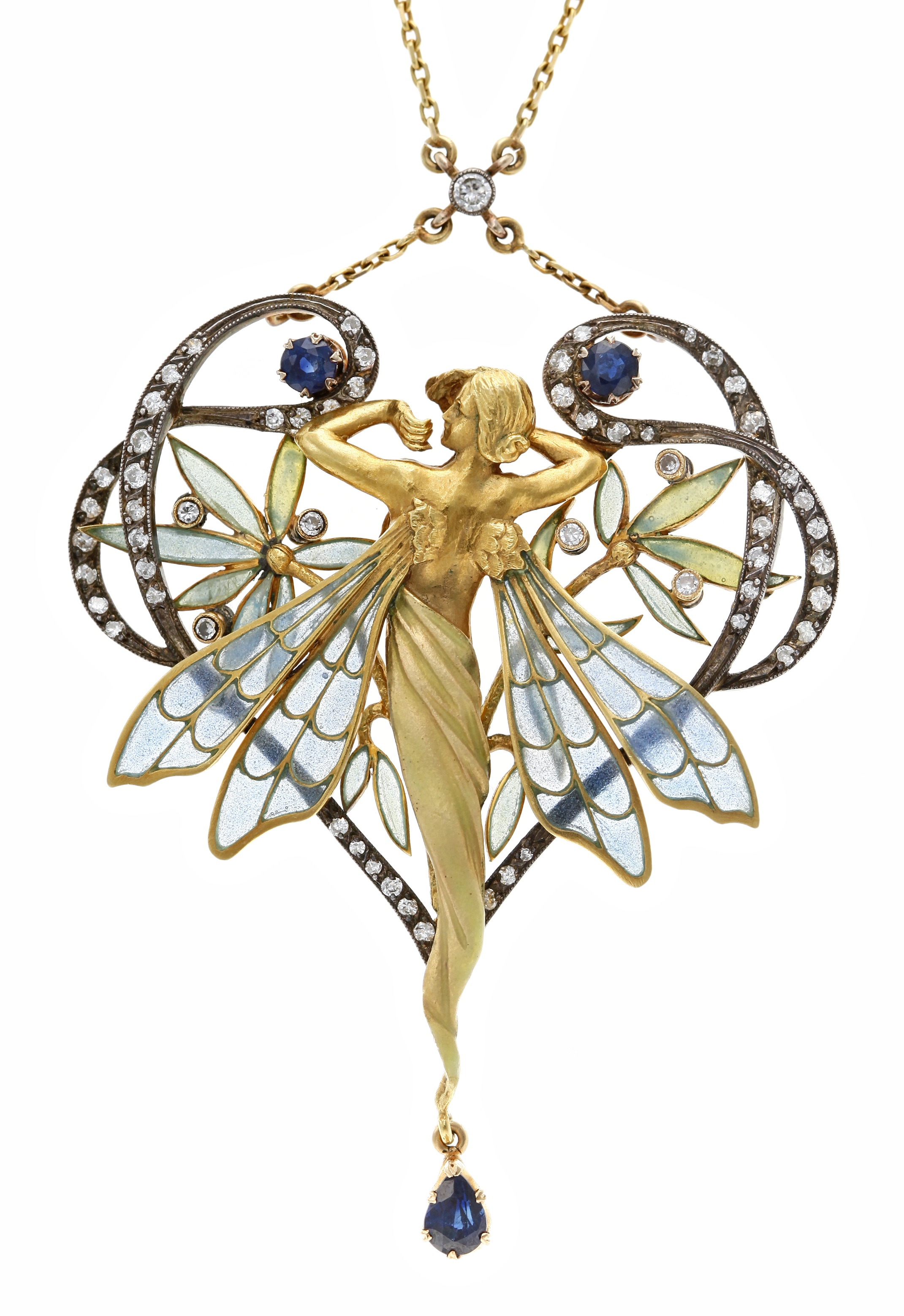
MASRIERAのプリカジュール

スペインで、七宝の技法は南フランスとイベリア半島を支配した西ゴート族の時代（5～8世紀）頃から見られる。カスティーリャラ（セゴビア）の墓地遺跡で見つかったベルトバックルは、青銅と鋳鉄でできており、七宝（ガラスペースト）の装飾が施された。また、ドゥラトンやマドロナ（セゴビアの産地）などのネクロポリスで発見された帯状のフィブラ(古代ギリシア、ローマ帝国などの男女が衣服を止めるときに使われたブローチ)などが注目に値する。
中世においては、七宝の技法は、宝石、典礼品、聖骨箱の装飾として使用されるようになり、フランスのリモージュの装飾や、スペインのカスティーリャ地方北部ブルゴス県下にあるサント・ドミンゴ・デ・シロス修道院に残る聖骨箱や骨壺などの装飾は際立っていた。
近年は、1839年にリュイス・マリエラ・イ・ロザス氏により設立された、ジュエリーブランドMASRIERA(マリエラ)社のマリエラ七宝(バルセロナ七宝)がアール・ヌーヴォー様式の宝飾および芸術の両面から注目を集めた。

### 中近東
ミナンカリ（minankari）とは、中近東コーカサス地方ジョージアのような産地で生産されている教会に飾られる宗教美術や、ジョージア様式のエナメルを用いたジュエリーなどのこと。

## ロシアの七宝

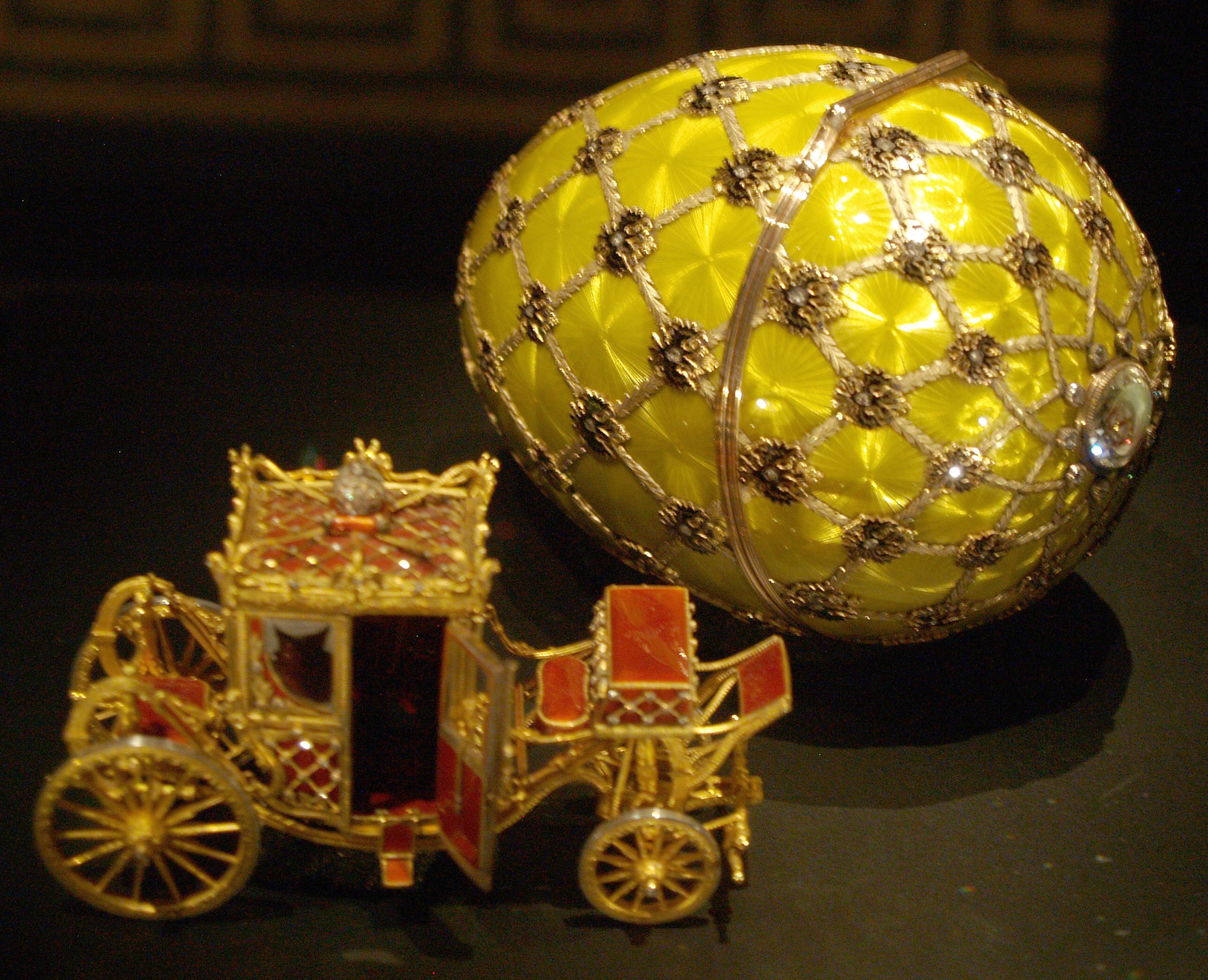
インペリアル・イースター・エッグ

ロシアへの技法の伝来はルーシの諸公国が登場した頃に遡ると言われている。
ロシアで最初の七宝の記述は、1175年のモスクワイパーチー年代記にあり、産業として発展したのは16～17世紀まで遡る。18世紀以降はロストフ・ヴェリーキーで工芸品が開発され、19～20世紀にはロシアの宝石商、金細工師であるピーター・カール・ファベルジェが、エナメル（七宝）や宝石、貴金属で装飾した作品を制作している。ファベルジェの代表作であるインペリアル・イースター・エッグの中にも七宝が施されたものがある。

### フィニフティ
フィニフティ（Финифть）とは、ロシアのロストフ・ヴェリーキー（Ростов Великий）のような産地で生産されている装身具や装飾品などの七宝細工（エナメル製品）のこと。英語のエナメルにあたるエマイル（Эмаль）、ホットエマイル（горячая эмаль）などの表記も用いられている。

## 中国の七宝

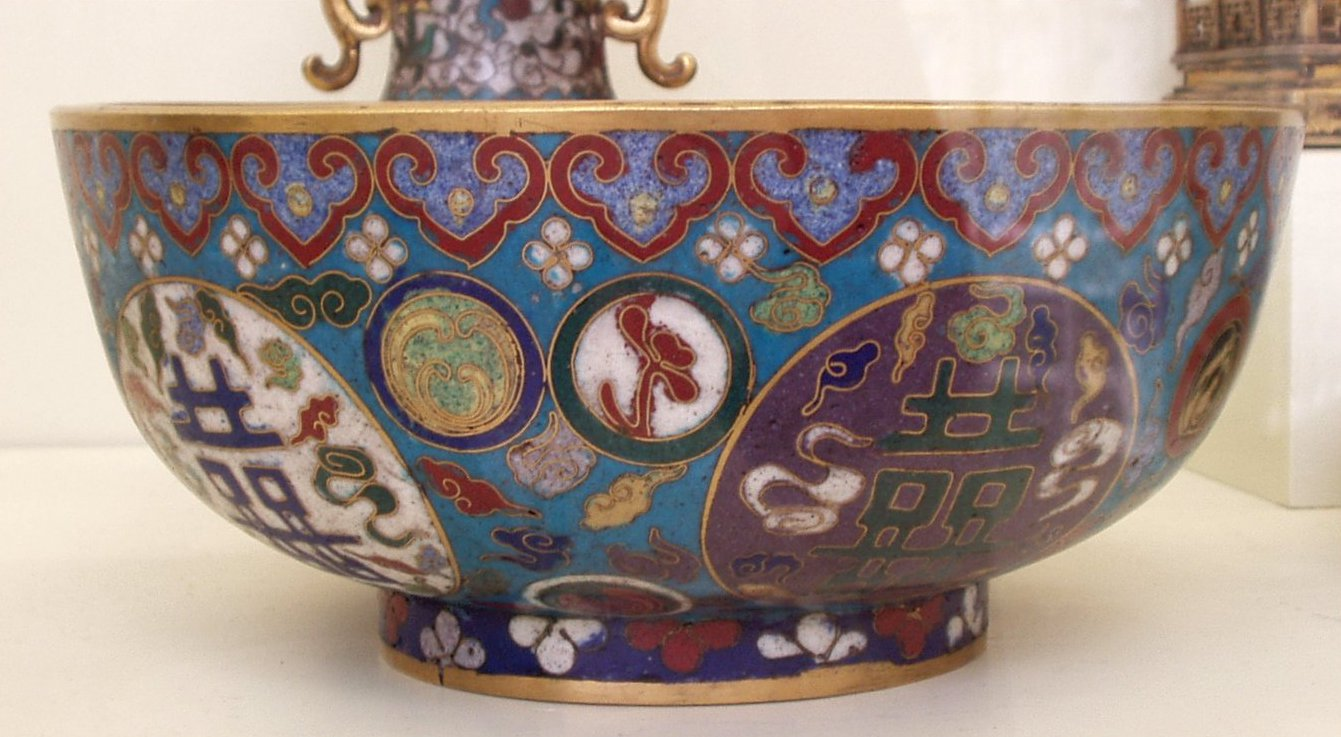
明朝の七宝

### 元・明時代
中国では七宝のことを琺瑯（拼音: fàláng; 日本語音写例：ファーラァン）と呼び、イスラム圏との興隆が盛んであった元時代（1271 - 1368年）の頃から製造されるようになり、中国渡来の品が日本にも入ってくるようになったと考えられている。
明時代の美術工芸品の評論書『新増格古要論』（洪武二十年(1387年)刊、天順三年(1459年)増補）には、既存の七宝と考えられる「仏郎嵌」に対して、「大食窯（タージよう）」、「鬼国窯」と称する外国の技術に基づく七宝があり、中でも内府（宮廷）の作は素晴らしい、とする記述が見える。この「仏郎」については、諸説あるが東ローマ帝国や西アジア一帯の地域、あるいはフランク族などを指すと考えられている。一方、「大食」については七～十六世紀に栄えたイスラム帝国、つまり正統カリフ時代からアッバース朝（750年～1517年）までのイスラム国家やイスラム教徒のことであり、「鬼国」は西北方の外国に対する蔑称であることから、これらの国が由来の七宝と推測できる。
明時代のなかでも景泰年間 (1450 - 1457年間) に作られた掐糸琺瑯は特に評価が高く、現在でも中国の七宝を景泰藍と呼ぶ所以となっている。景泰藍は日本ではあまり例を見ない青銅を素地として用いていており、釉薬には日本の泥七宝に似た不透明な釉薬が用いられ、特に青（藍）の色が好まれた。また、青銅に施釉した釉薬が崩れ落ちないように細かな植線が全体に張り巡らされた。

### 清時代
清代の康煕帝・雍正帝・乾隆帝の三朝においては、特に画琺瑯が発展したが、康熙帝代にはヨーロッパの影響を強く受けた琺瑯器が製作されている。また、乾隆帝代には各種技法が融合され、中国と西洋の装飾文様を合わせた琺瑯器も製作されている。

## 日本の七宝

### 黎明期
現在のところ、日本最古の考古遺物として発見されている七宝は、奈良県高市郡明日香村にある7世紀後葉（古墳時代末期）の造営と推定される牽牛子塚古墳で1977年（昭和52年）に行われた網干善教らによる第2次発掘調査の際に、被葬者（※定説では斉明天皇）の夾紵棺（きょうちょかん）の中から発見された「七宝亀甲形座金具（しっぽう きっこうがた ざかなぐ）」2点（1個と1組）である(p1)（※右に画像あり）。ただし、牽牛子塚古墳より1世紀ほど古い藤ノ木古墳（6世紀第4四半期の造営と推定される。奈良県生駒郡斑鳩町に所在）から副葬品の一つとして出土した金銅製鞍金具を最古とする資料もある。この見解の相違は、七宝を意味する言葉が存在したかどうかも明らかではない時代において、藤ノ木古墳のもののような表面的な観察上は熱を加えたガラス面に金物の小飾りを押し当てて固着したようにも見える品を七宝に含めるのかどうかという定義の違いや、その前提となる製造方法がはっきりとは解明されていないこと、さらにはガラス質部分が金具の主要な要素であるかどうかといったことなどによる。
これらに次ぐものについては所説あるが、奈良時代のものとして正倉院宝物の「黄金瑠璃鈿背十二稜鏡（おうごんるりでんはいじゅうにりょうきょう）」が、平安時代のものとして平等院鳳凰堂の扉の七宝鐶（しっぽうかん）が推定されてきた。その後、室町時代になると多くの七宝に関する記録が残っており、安土桃山時代の頃までには七宝が日本各地で作られるようになったと推定されている。

### 近世七宝
国内では、中世より仏教荘厳における宝石類、ガラス、螺鈿などの珠宝の総称として「七宝」という語が使われており、室町期の勘合貿易にて明より輸入した七宝器を「七寶瑠璃（しっぽうるり）」と記した（詳しくは七寶瑠璃を参照）。
豊臣政権下にあった安土桃山時代後期以降の頃に、伊予松山城下あるいはその界隈（現在の愛媛県松山市の中核）の金工師・嘉長が、豊臣秀吉あるいは小堀遠州に見出されて入洛したという。横井時冬の調べによれば、嘉長は鋳物を釉薬で着色する『七宝流しの法』を心得ており、京都の堀川油小路に住んでいたようである（詳しくは嘉長を参照）。その後、江戸時代初期にかけて、曼殊院・大徳寺・桂離宮・修学院離宮、などの襖の引手や釘隠が製作されていく。さらに、現在国宝となっている龍光院の茶室や、西本願寺の黒書院のような比較的内向きな空間に七宝の飾金具が使われており、特に遠州が手掛けた茶室や桂離宮の飾り金具は、嘉長やその一派の作と伝えられている（詳しくは京七宝を参照）。
天正19年には京都の金工・平田道仁（平田彦四郎道仁、平田家初代当主、1591 - 1646年）が世に出、徳川家の大御所・家康の覚えめでたくして、慶長16年（1611年）に幕府御抱十人扶持となる。駿府、江戸へと移り、大正時代まで11代続く平田七宝の祖となった。道仁は、近代七宝に先駆けて透明性のある七宝の技術を持っており、その作品は「花雲文七宝鐔（はなぐももん しっぽうつば）」に代表される。道仁の技を継承する平田家の七宝師は幕府の御用職人（幕府御抱の職人）となり、江戸で平田七宝として刀剣などの装飾を行った。平田七宝は1895年（明治28年）に賞勲局の御用達職人として勲章の製作に従事した11代目当主・平田就之まで、一部の弟子を含めて概ね一家相伝で続いた（詳しくは、平田道仁を参照）。
江戸時代初期には、初代彦四郎・道仁と同じ頃に九州にも同じ平田を名乗る金工がおり、七宝流鍔等を制作している。これは細川三斎に従い豊前（のちに肥後）に移った松本因幡守の子、平田彦三（寛永十二年）である。また、『米光文書』の中の平田系図の肩注に「白金細工鍔七宝流」という記載があることから、その子、少三郎も七宝に関わったようである（詳しくは平戸七宝を参照）。また、この頃に建設された東照宮の七宝金具について、駿府へ移った道仁の関与を指摘する説もあるが、その作風の違いなどから「東照宮御造営帳」に記されている鍛冶師、越前、三太夫、孫十郎の輩下の職人らが手掛けたとも考えられている。この「東照宮御造営帳」の中では、当該金具について「びいどろざ」と記している。

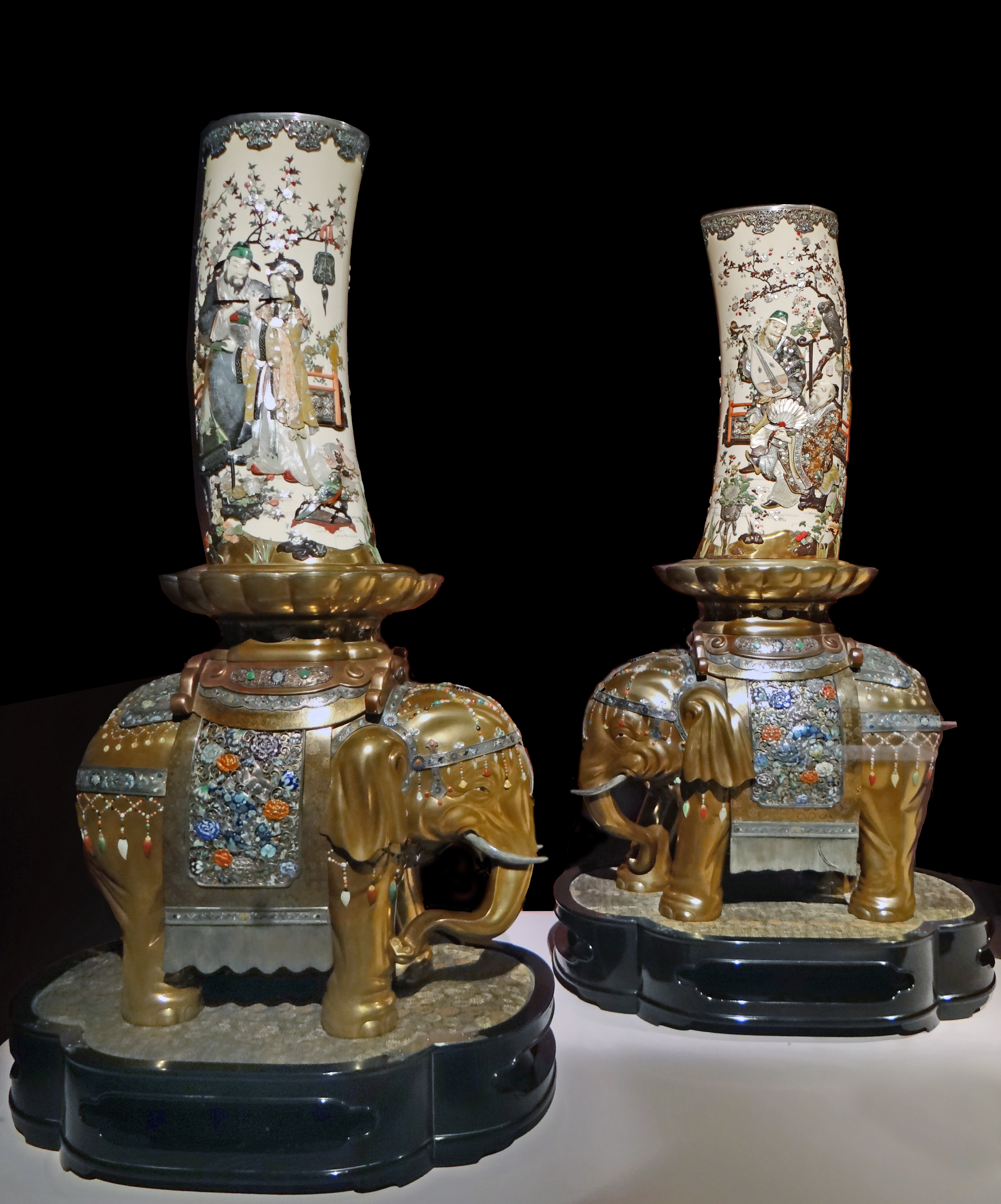
平塚茂兵衛の作（下部の黄金象の彩色を担当）

江戸時代中期に入ると、基準作となるような例は乏しくなるが、角屋の「緞子の間」、「青貝の間」などの装飾は今日も見ることができる。また、記録に残るものとしては、京都で高槻七宝が7代続き、同じく京都の吉田屋がその後明治まで鋳物（金工）の七宝を手掛けている。この頃、金工の一環では、上述の「七宝瑠璃」や、「七宝流し」、「ビードロ座」などの呼び名が使われていた。また、加賀七宝や近江七宝など京都・江戸以外でも独自の七宝が製作された。たとえば、加賀藩5代藩主・前田綱紀が、元禄15年（1702年）に将軍徳川綱吉を迎えるに当たり建立した御成御殿にて使用された釘隠し（七宝花籠釘隠など）や、文久3年（1863年）に13代藩主・前田斉泰が建てた成巽閣の謁見の間にも象嵌七宝の釘隠しがみられる（詳しくは加賀七宝を参照）。
江戸末期には、天保7年に、東京の2代平塚茂兵衛・敬之が世に出、明治10年（1877年）に第一回内国勧業博覧会にて龍紋賞牌を受賞した。平塚は、当時まだ珍しかった透明釉を用いたことから透明七宝工とも称された。その作は「七宝流し」あるいは「平戸七宝」と伝えられており、それぞれ第二回、第三回内国博の目録にその記載が見られる。さらに、第一回内国博の目録には、平塚に製造を依頼した作を「七宝焼」として出品するものや、平塚自身が「七宝象嵌」として出品した記録もあり、作品の出品者や時期などにより様々に形容されていた（詳しくは平戸七宝を参照）。また、尾張の職人（尾張七宝を参照）や、尾張瀬戸で生まれ京都東山に移り慶応年間(1865年～1868年)に清水で磁器製造を始めた幹山伝七、錦雲軒の尾崎久兵衛、さらに、六代錦光山宗兵衛(1822年-1884年)、十四代安田源七のような伝統ある陶工らも七宝を手掛けた。

## 七宝の用途
ブローチやペンダントなどの比較的小さな装身具から巨大な壺まで、さまざまな作品が作られる。大きなものには専用の窯が必要になるが、小さなものなら家庭用の電気炉や、電子レンジを用いたマイクロウェーブキルンでも作成できるため、趣味として楽しむ人も多い。フェラーリやポルシェなどの高級車のエンブレムにも用いられる。
工芸品
壺、香炉、鍔、印籠、額、皿、
勲章
菊花章、桐花章、旭日章、瑞宝章、文化勲章、宝冠章、
アクセサリー
ブローチ、ペンダント、イヤリング、ネックレス、指輪、チョーカー、ループタイ、カフス、タイピン、帯留め、バッジ、、
室内装飾
家具、取手、燭台、額、釘隠し、、
壁面装飾
屋内／屋外壁材、タイル材、看板、表札、、
照明器具
シャンデリア、スタンド、屋外照明、ペンダント照明、、
その他
時計
カーエンブレム
宗教器具（骨壺、ロザリオ）、玉座、エンブレム、、

## ギャラリー

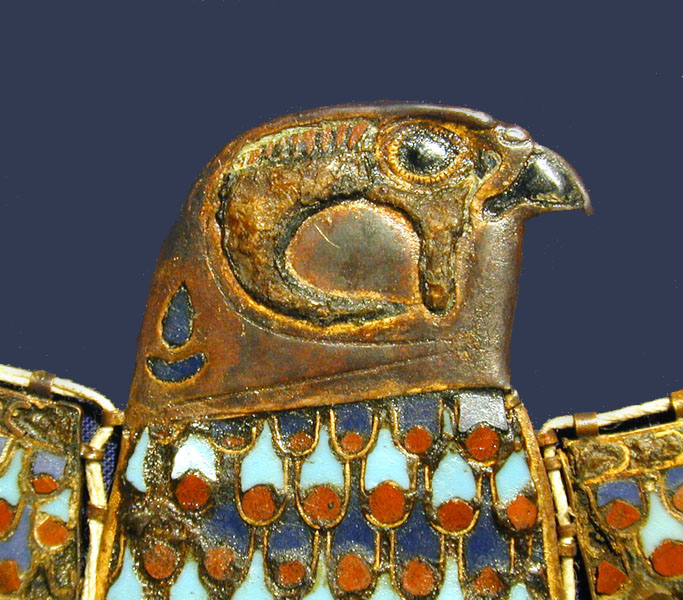
守護動物ハゲタカ, ツタンカーメン王の墓（紀元前1340〜 1331年, エジプト, カイロ博物館)
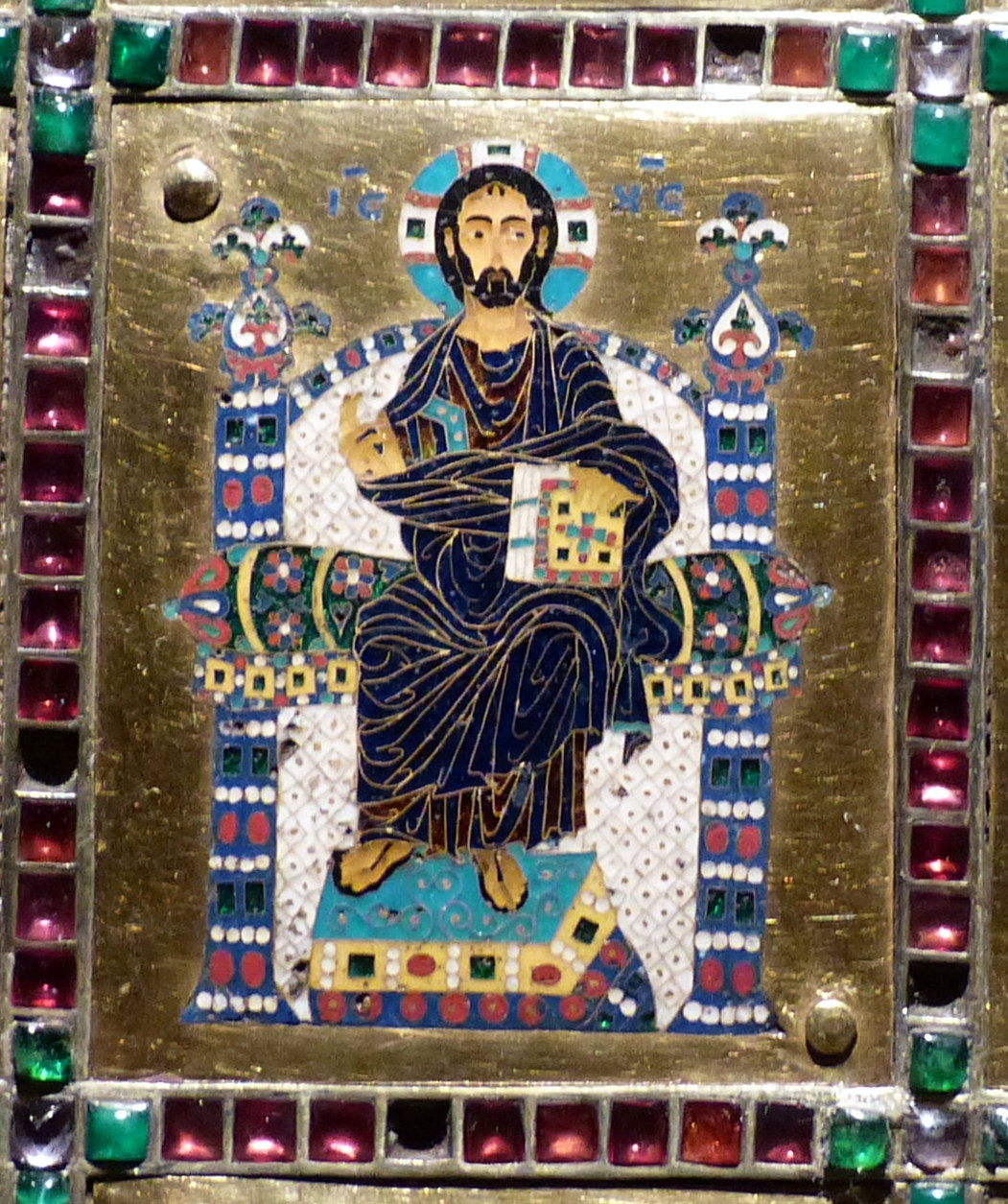
リンブルクの聖遺物(960年頃, コンスタンティノープル)
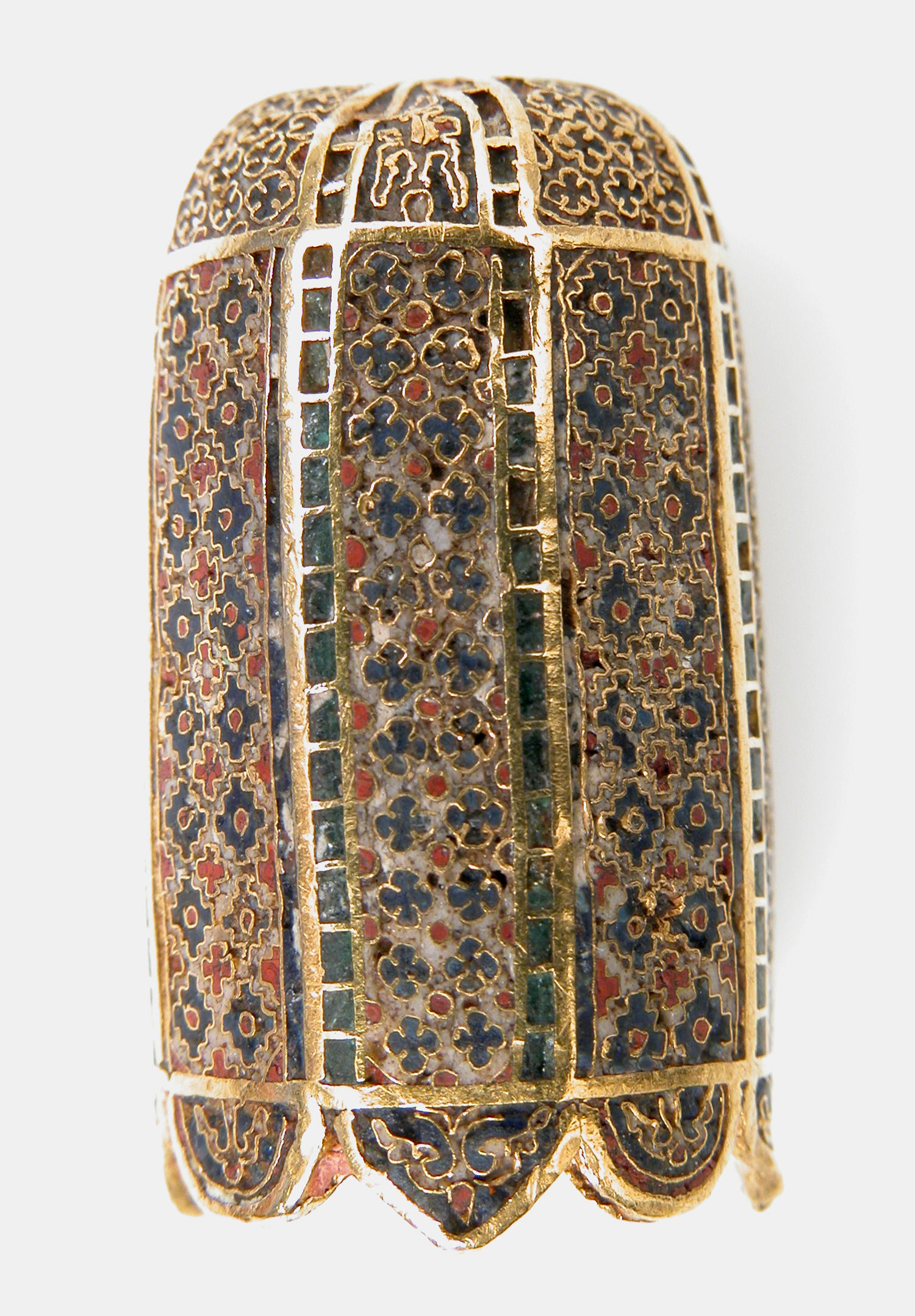
ポインタチップ(ビザンチン, 1080年–1150年)
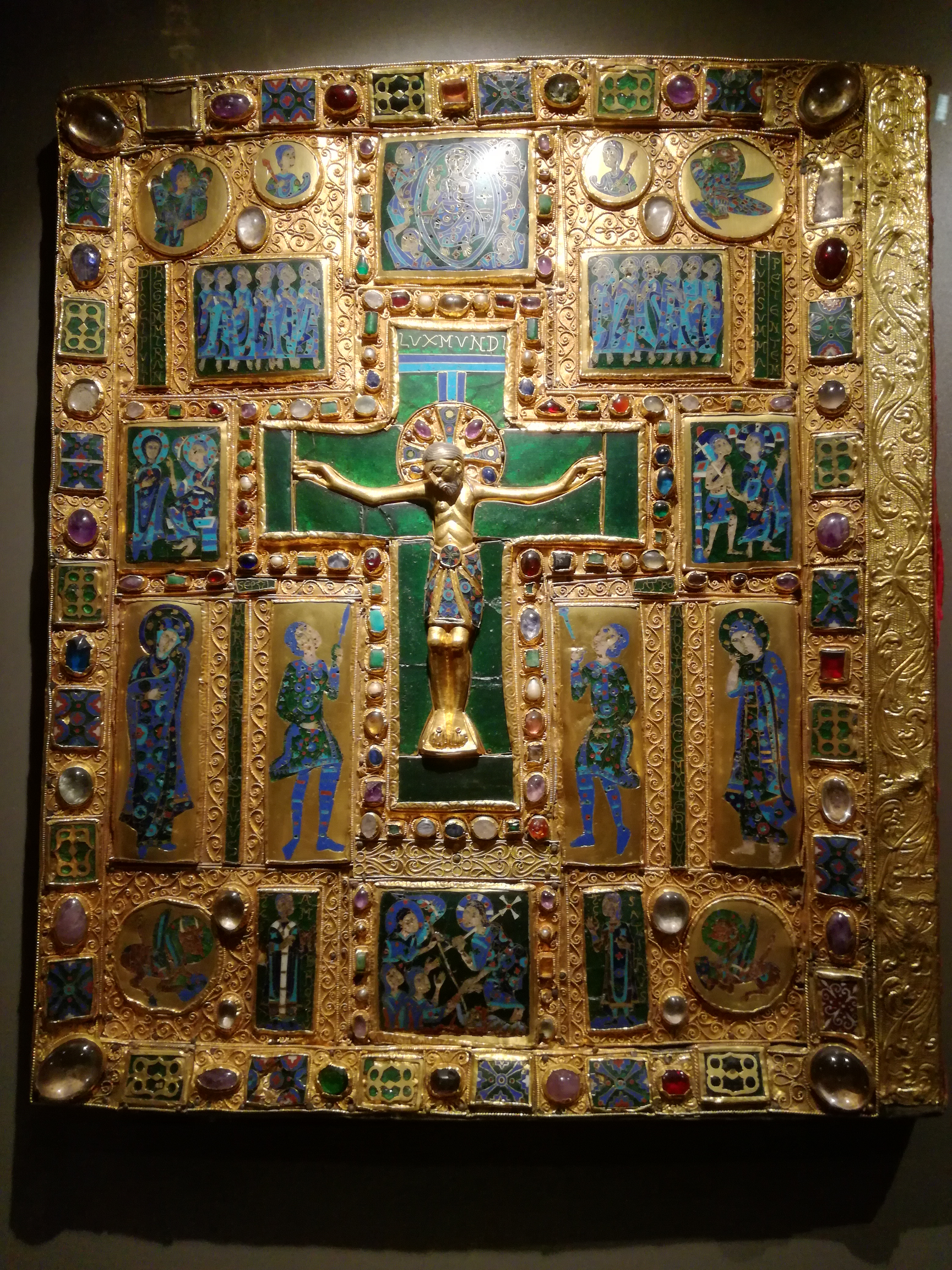
アリベルトの福音書, 11世紀の中世の金細工芸術の傑作(1034年–1036年)
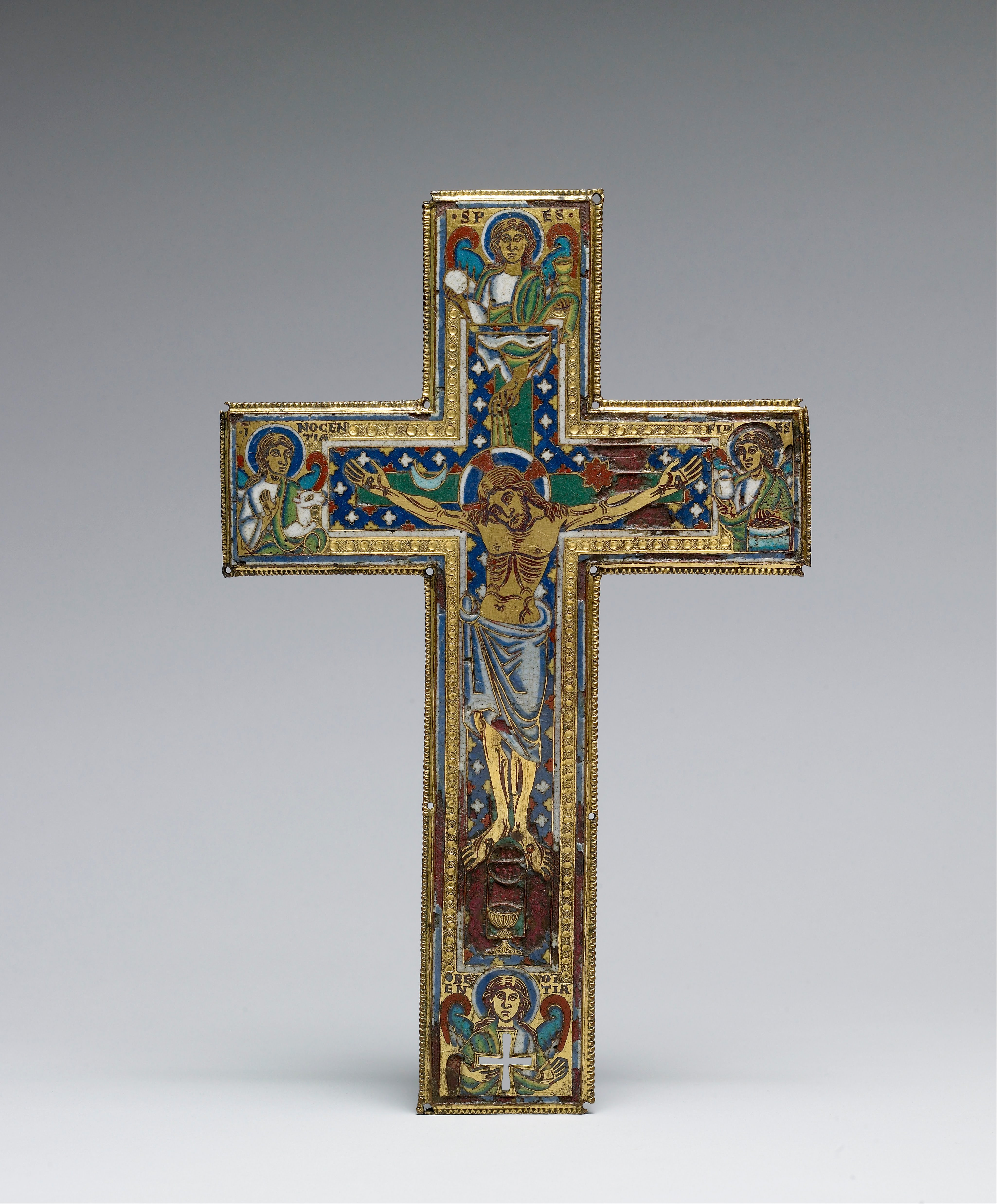
モサンの聖骨箱(ウォルターズ美術館)
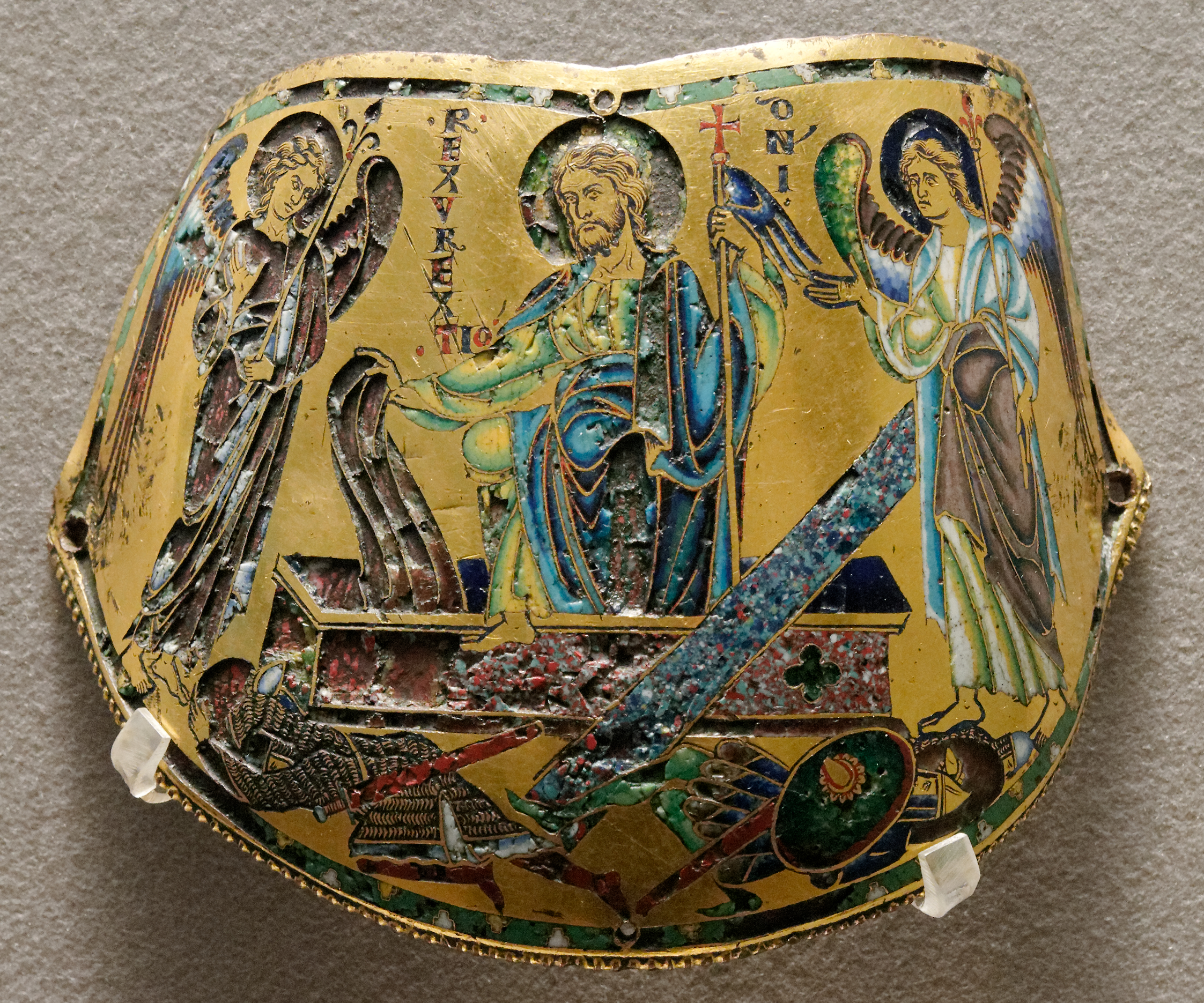
高品質なモサン（Mosan）の腕飾り。 12世紀, エナメルの傷口から素地の窪み（象嵌）が見える。
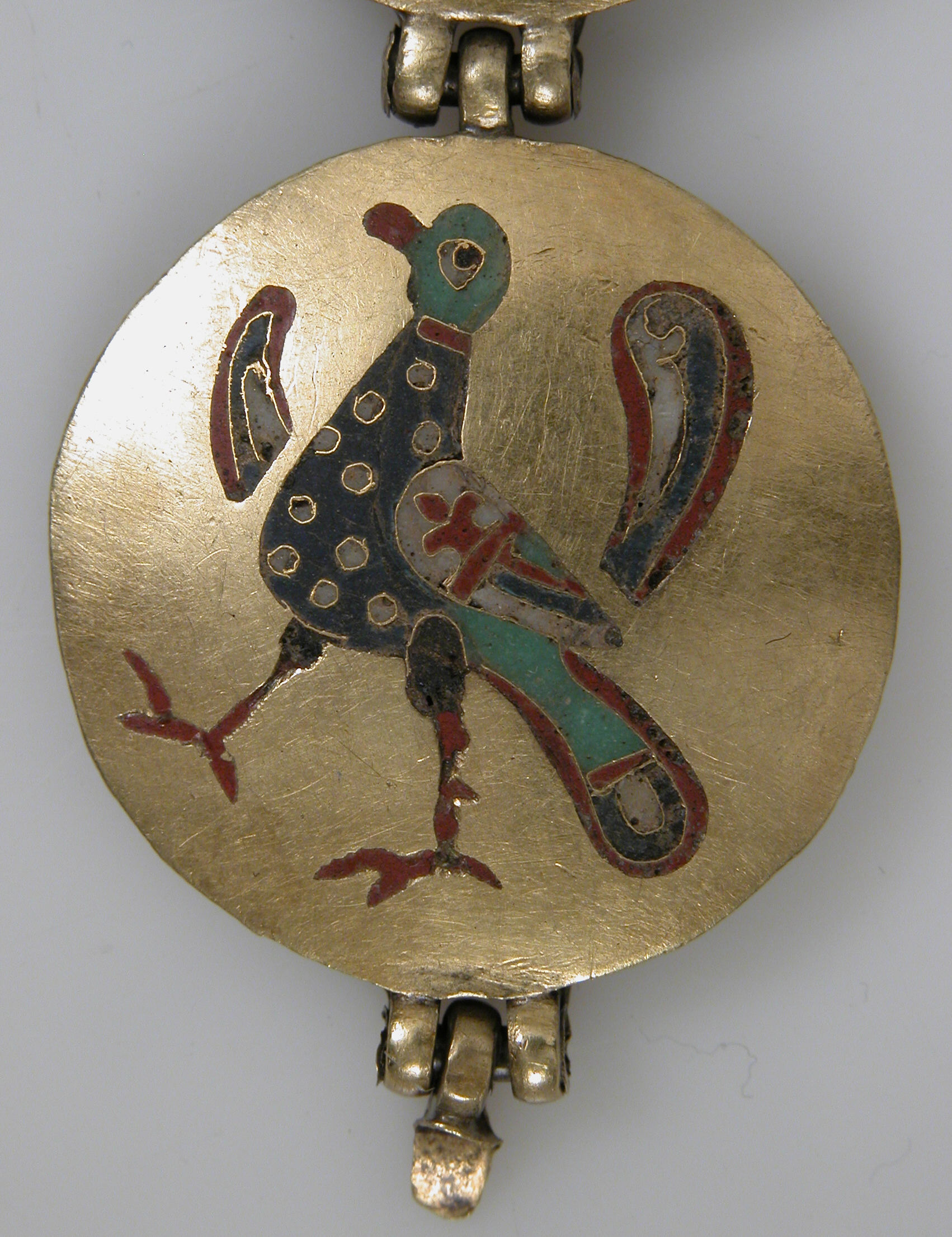
ドレス飾り, 鳥と幾何学的なモチーフのチェーン(キエフ大公国)
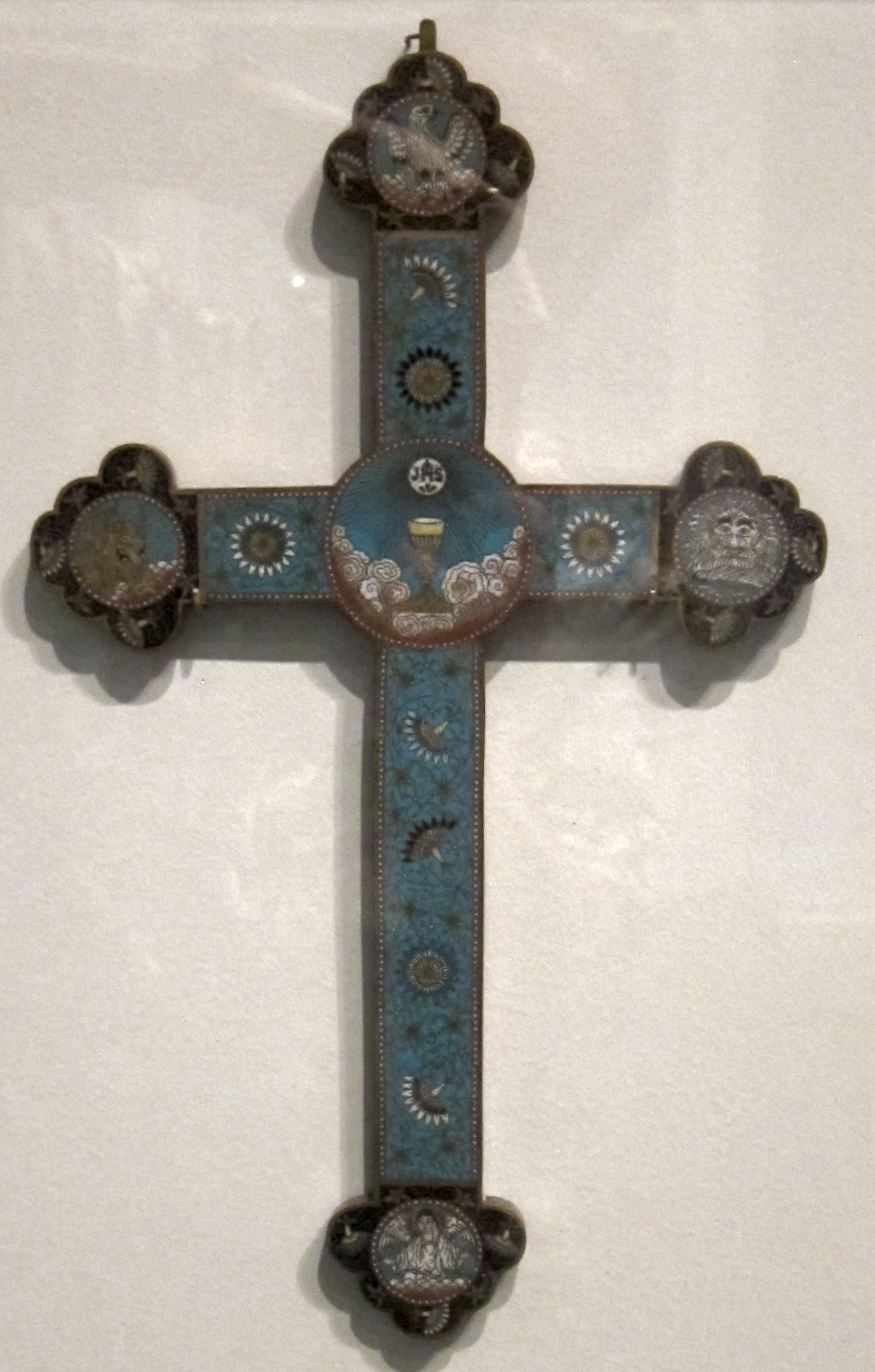
十字架(18世紀, 清王朝, ホノルル芸術アカデミー)
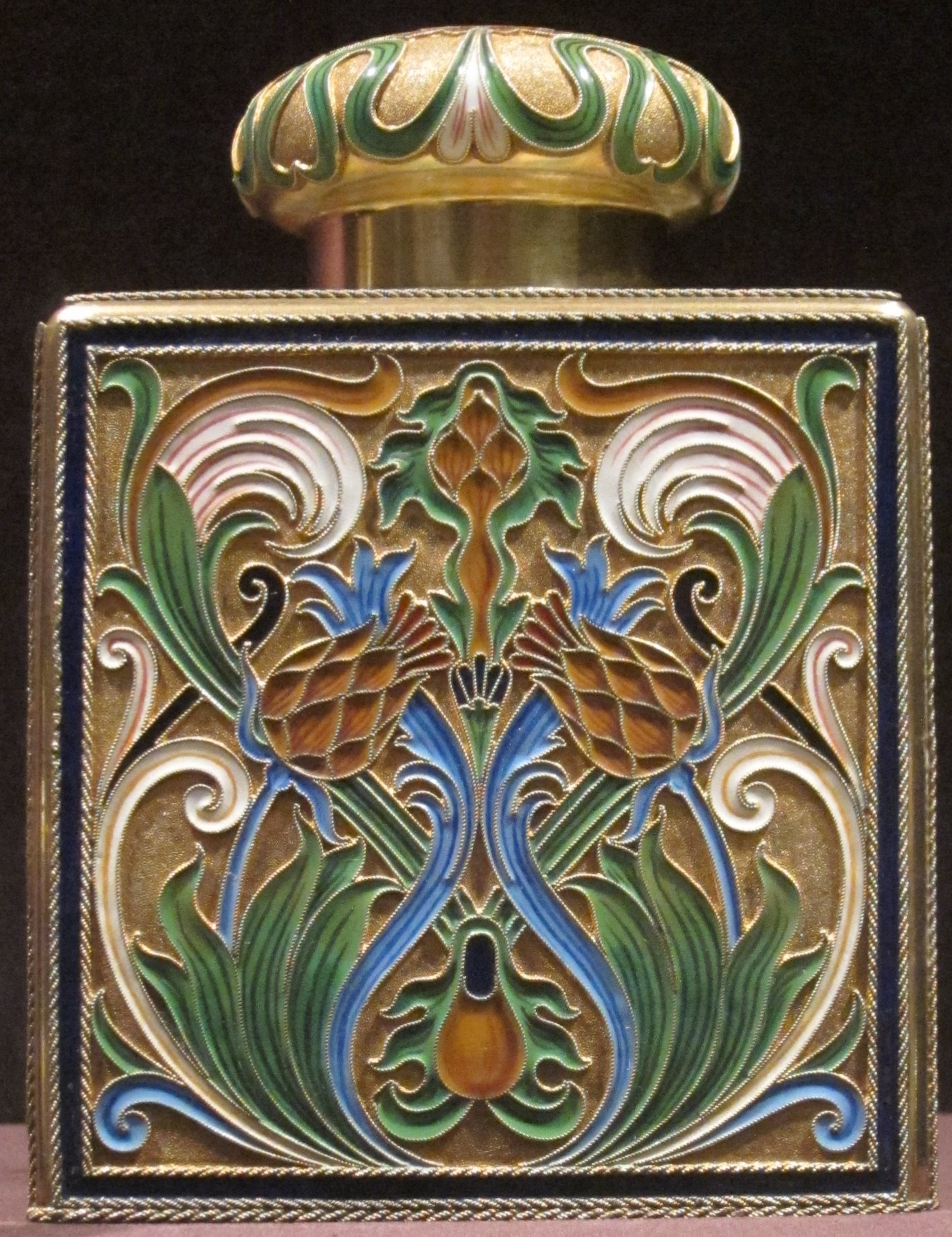
ティーキャディー（1896年, ファベルジェ工房, クリーブランド美術館)
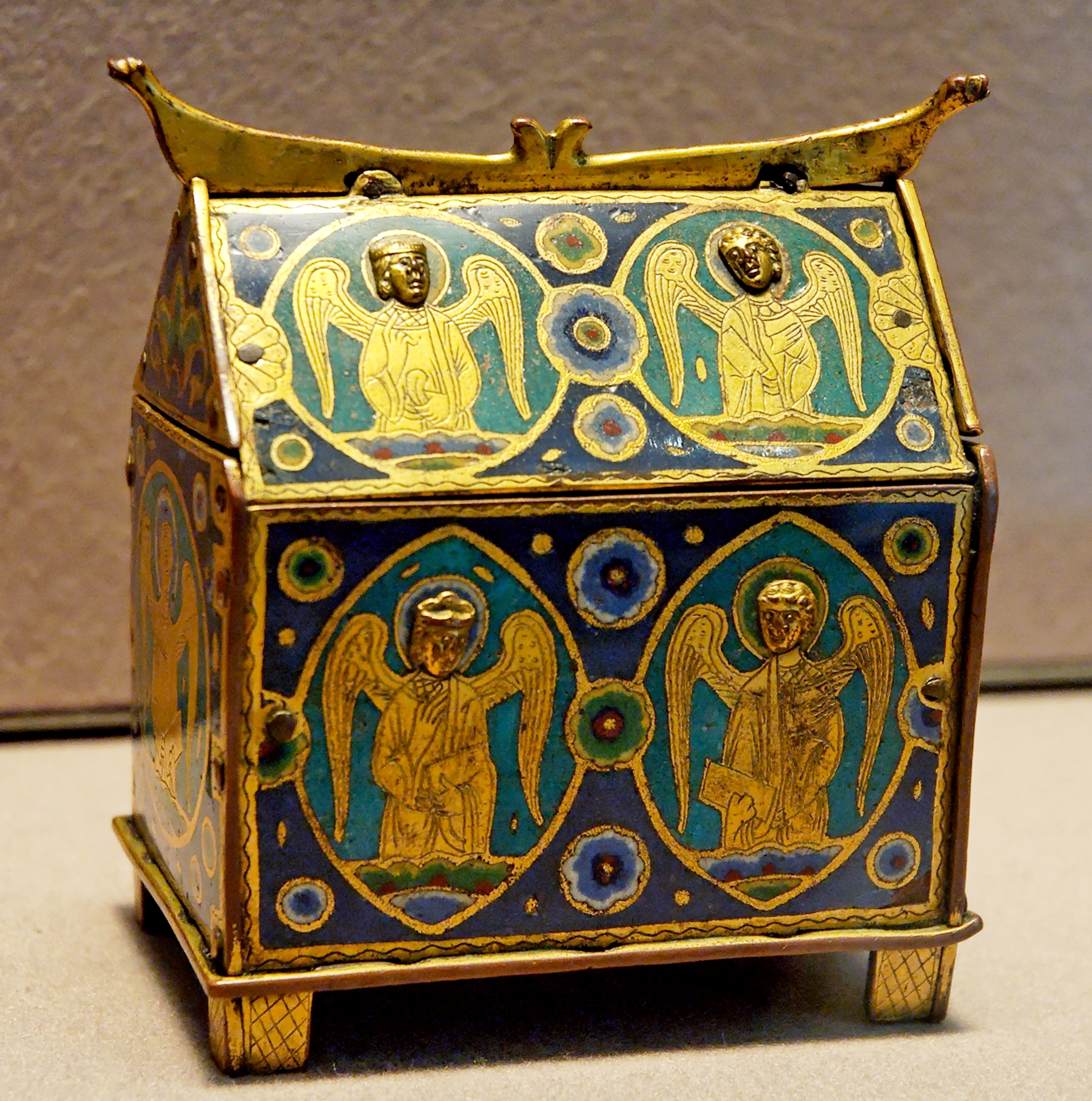
13世紀のシャッセ（英語版）
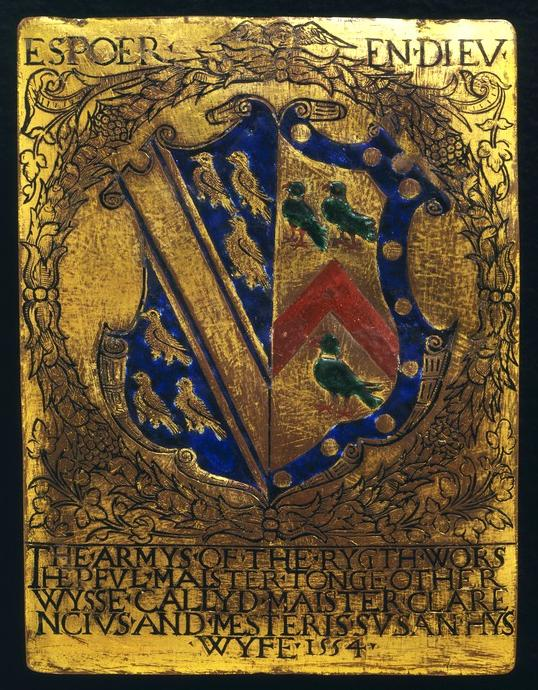
銅板に釉を焼き付けたシャンルヴェ（1554年, 英国, ヴィクトリア&アルバート博物館）
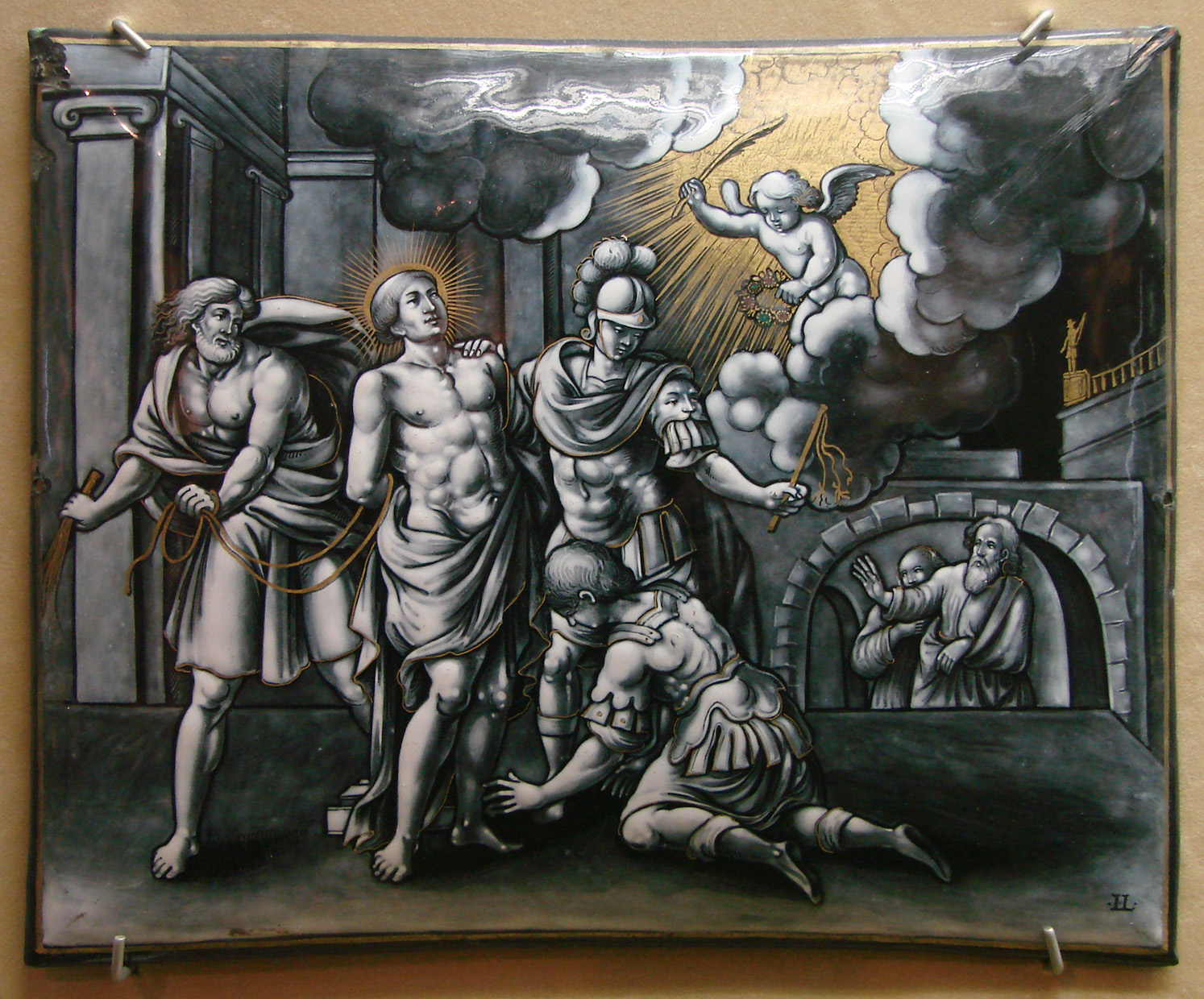
17世紀の彩飾が施されたグリザイユの銘板
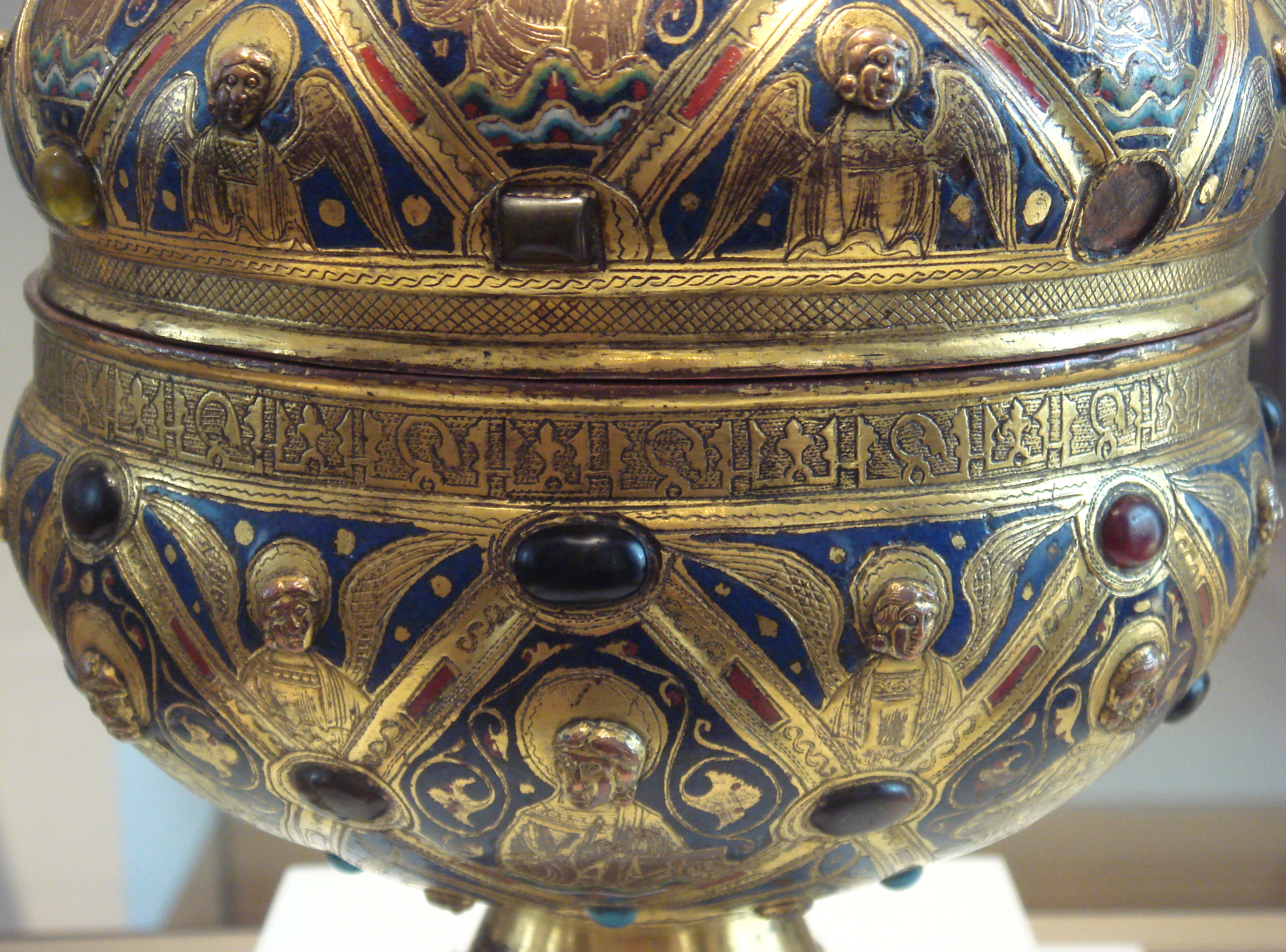
擬クーフィー様式を施したリモージュ琺瑯のチボリウム（1200年頃)
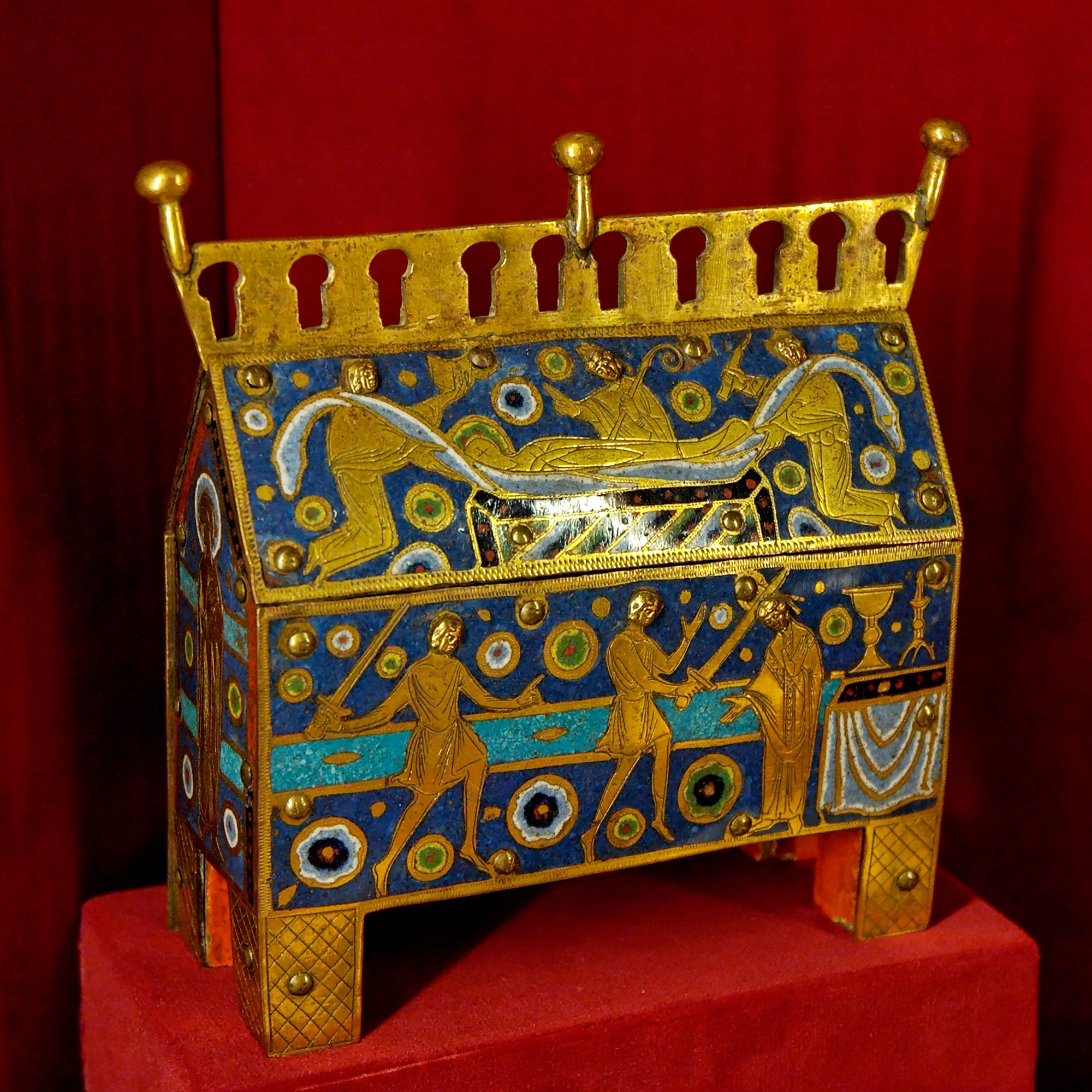
Champlevé gilt-copper reliquary in typical "chasse" shape with scenes from the story of Thomas Becket. Made in Spain, also a centre of medieval enamelling.
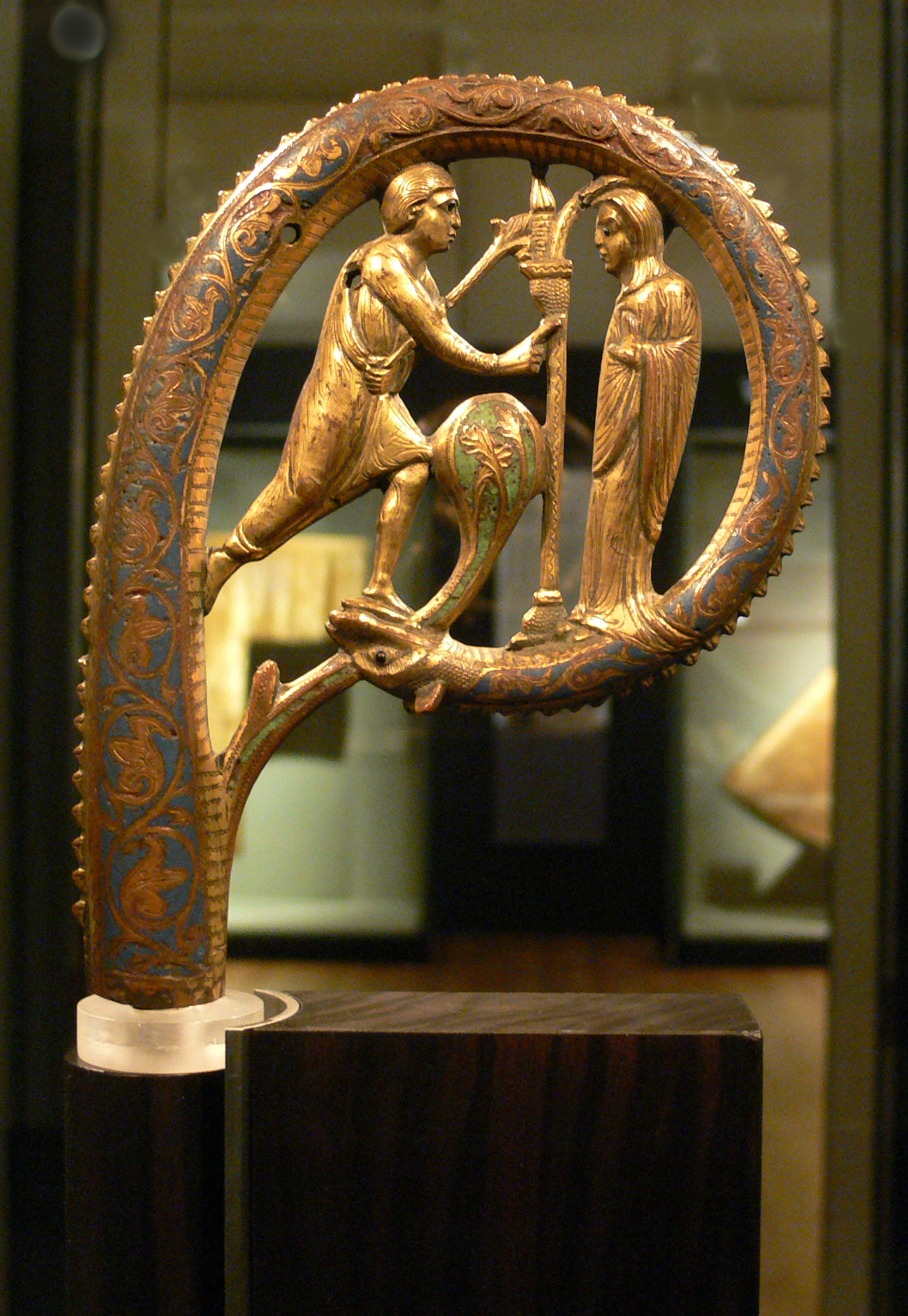
Crozier, Limoges, 1st half of 13th century, with Annunciation scene.
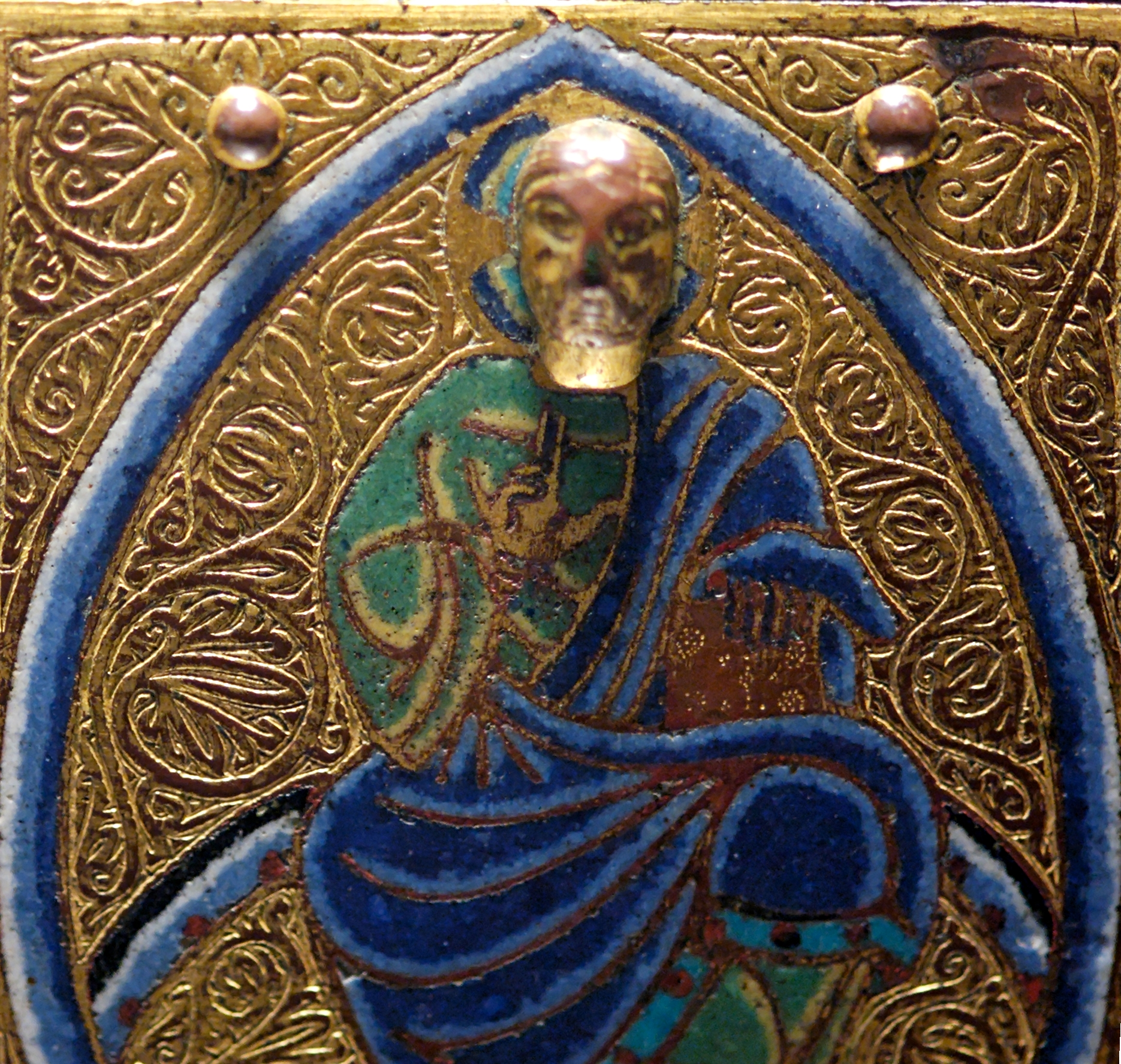
Detail from 13th century Limoges chasse, with a projecting modelled head on a flat background.
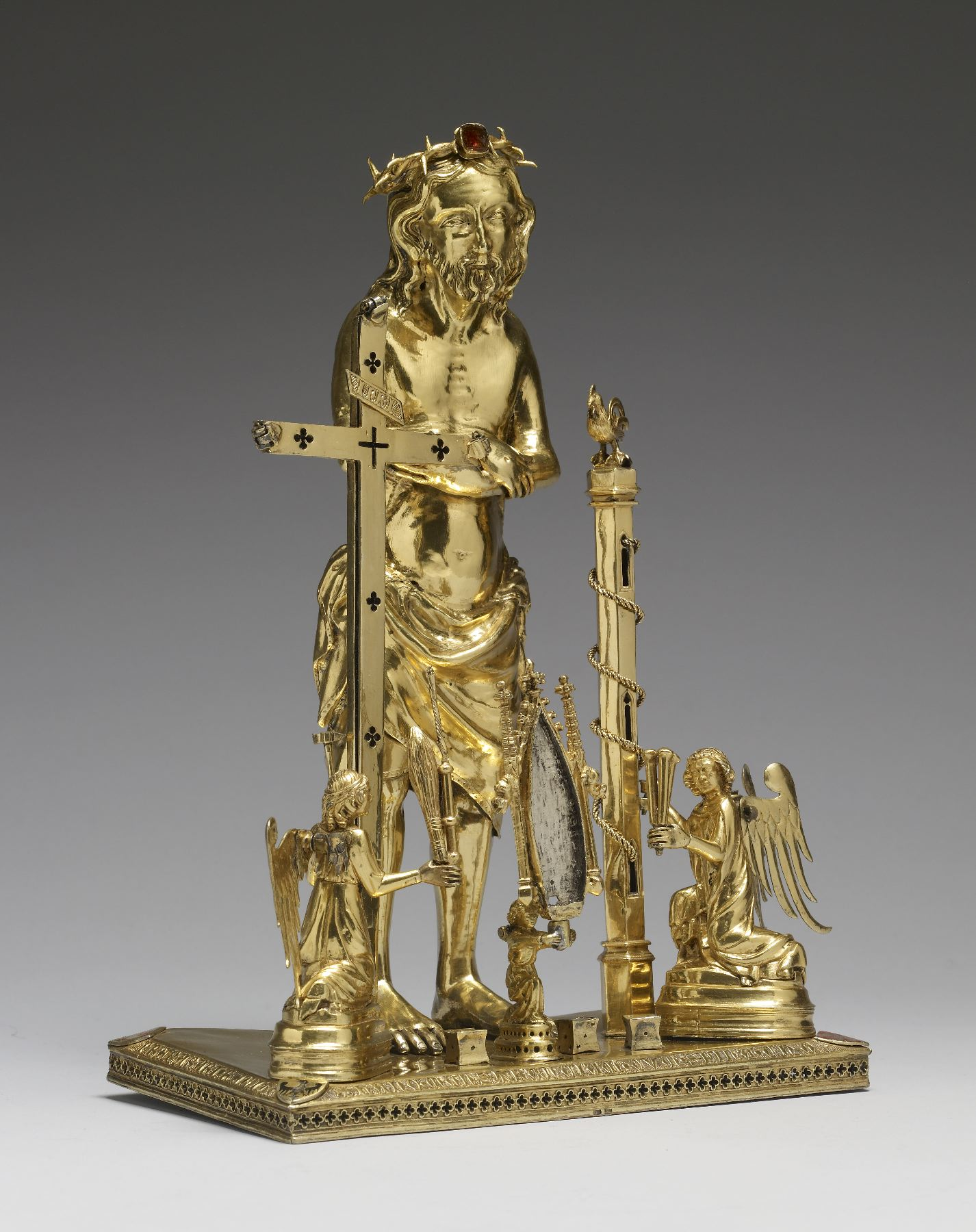
Gilded silver, silver, champlevé enamel, glass paste (imitation ruby).  Reliquary with the Man of Sorrows.  The Walters Art Museum
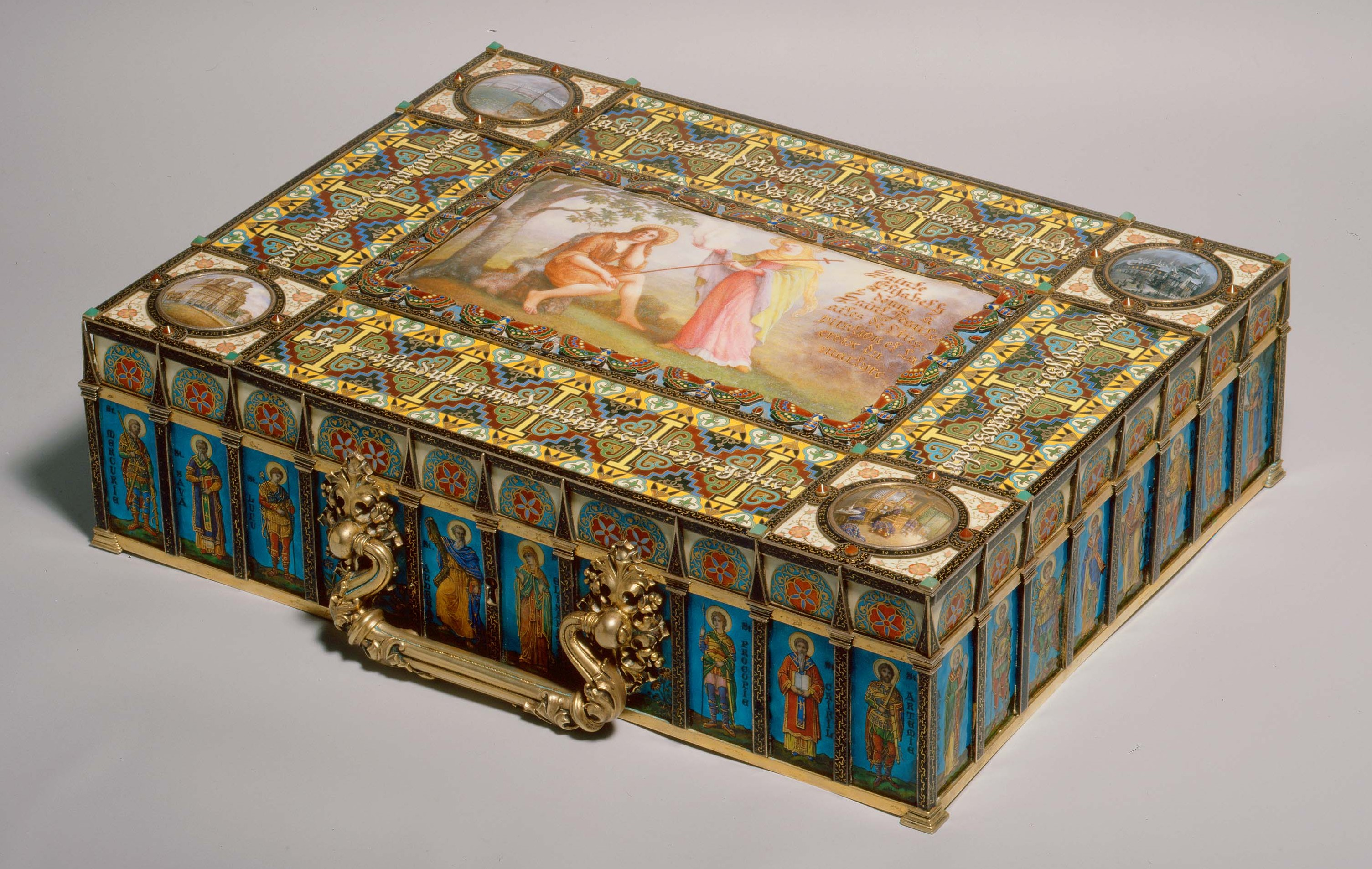
Casket with champlevé portraits commissioned by Queen Elisabeth of Romania as a gift for the artist Jean-Jules-Antoine Lecomte du Nouÿ. Khalili Collection of Enamels of the World
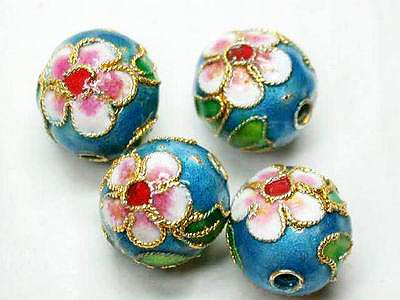
七宝のビーズ